# 청송군의회
청송군의회는 경상북도 청송군 지역을 관할하는 기초의회이다.